# Pantylus

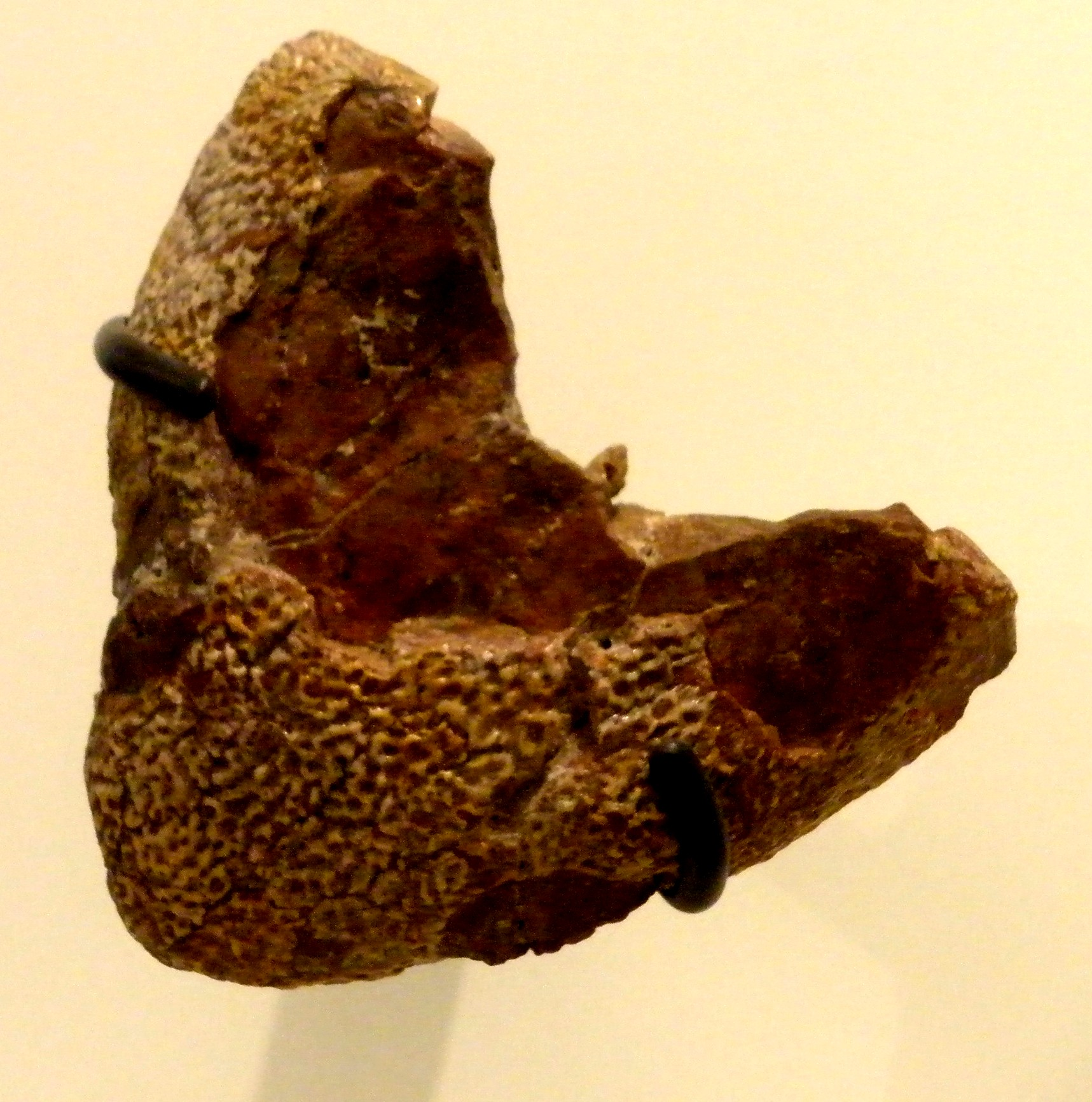
Pantylus cordatus

Pantylus es un género extinto de lepospóndilos vivieron a comienzos del período Pérmico, en lo que hoy son los Estados Unidos. El género fue nombrado por Edward Drinker Cope en 1881, siendo asignado en 1911 al, por entonces monotípico, grupo Pantylidae.